# Industrie automobile hellénique
 (mars 2022).
La mise en forme du texte ne suit pas les recommandations de Wikipédia : il faut le « wikifier ».
Les points d'amélioration suivants sont les cas les plus fréquents. Le détail des points à revoir est peut-être précisé sur la page de discussion.
- Les titres sont pré-formatés par le logiciel. Ils ne sont ni en capitales, ni en gras.
- Le texte ne doit pas être écrit en capitales (les noms de famille non plus), ni en gras, ni en italique, ni en « petit »…
- Le gras n'est utilisé que pour surligner le titre de l'article dans l'introduction, une seule fois.
- L'italique est rarement utilisé : mots en langue étrangère, titres d'œuvres, noms de bateaux, etc.
- Les citations ne sont pas en italique mais en corps de texte normal. Elles sont entourées par des guillemets français : « et ».
- Les listes à puces sont à éviter, des paragraphes rédigés étant largement préférés. Les tableaux sont à réserver à la présentation de données structurées (résultats, etc.).
- Les appels de note de bas de page (petits chiffres en exposant, introduits par l'outil «  Source ») sont à placer entre la fin de phrase et le point final[comme ça].
- Les liens internes (vers d'autres articles de Wikipédia) sont à choisir avec parcimonie. Créez des liens vers des articles approfondissant le sujet. Les termes génériques sans rapport avec le sujet sont à éviter, ainsi que les répétitions de liens vers un même terme.
- Les liens externes sont à placer uniquement dans une section « Liens externes », à la fin de l'article. Ces liens sont à choisir avec parcimonie suivant les règles définies. Si un lien sert de source à l'article, son insertion dans le texte est à faire par les notes de bas de page.
- La présentation des références doit suivre les conventions bibliographiques. Il est recommandé d'utiliser les modèles {{Ouvrage}}, {{Chapitre}}, {{Article}}, {{Lien web}} et/ou {{Bibliographie}}. Le mode d'édition visuel peut mettre en forme automatiquement les références.
- Insérer une infobox (cadre d'informations à droite) n'est pas obligatoire pour parachever la mise en page.

Pour une aide détaillée, merci de consulter Aide:Wikification.
Si vous pensez que ces points ont été résolus, vous pouvez retirer ce bandeau et améliorer la mise en forme d'un autre article.
 (mars 2022).
Industrie automobile hellénique (en grec moderne : Ελληνική Βιομηχανία Οχημάτων Α.Β.Ε. (ΕΛΒΟ), romanisé : Ellinikí Viomichanía Ochimáton, ELVO) est une entreprise automobile en Grèce. La société a été fondée en 1972[réf. nécessaire] sous le nom de Steyr Hellas, filiale de la société autrichienne Steyr et a pris son nom actuel en 1987[réf. nécessaire]. Elle produit principalement des bus, des camions et des véhicules militaires. L'entreprise est basée à Thessalonique.

## Histoire
Elle a démarré sous le nom de Steyr Hellas S.A. montage et fabrication de camions, motos et tracteurs agricoles (modèles Steyr et Puch). D'importantes commandes de camions et d'autobus de l'armée grecque et des autorités de l'État ont rapidement donné un coup de pouce à l'entreprise. La division des tracteurs s'est effondrée dans les années 1980 alors que l'entreprise se concentrait sur les véhicules militaires ; en 1986, elle a changé son nom en Hellenic Vehicle Industry S.A.[réf. nécessaire] ,,,,.
En 2000, l'industrie automobile hellénique a été partiellement privatisée, lorsque le groupe grec de métaux et d'ingénierie Mytilineos (en) a gagné 43 % et a repris la direction de l'entreprise. L'entreprise a rencontré de graves problèmes financiers en raison de commandes réduites en 2009 après la production (en coopération avec plusieurs entreprises grecques). La direction de l'entreprise est revenue à l'État grec en 2010[réf. nécessaire].
En 2019, le gouvernement grec a lancé un appel d'offres international pour la vente d'actions dans l'industrie hellénique des véhicules[réf. nécessaire].[3] En 2020, la vente de l'entreprise à un consortium d'intérêts israéliens comprenant Plasan Sasa Ltd, Naska Industries - SK Group et l'entrepreneur hellénique Aristidis Glinis semble avoir été conclue avec succès. Selon des sources, le consortium israélien a été annoncé comme le plus offrant dans l'appel d'offres public pour la vente des actifs d'ELVO[réf. nécessaire] et le consortium israélien a promis d'investir entre 95 et 135 millions d'euros dans ELVO au cours des cinq prochaines années[réf. nécessaire].
L'acquisition a pris fin le 14 février 2021[réf. nécessaire] avec le consortium israélien prenant le contrôle de la production de véhicules ELVO, dans laquelle les forces armées grecques étaient intéressées.